# Budipura, Holalkere
Budipura là một làng thuộc tehsil Holalkere, huyện Chitradurga, bang Karnataka, Ấn Độ.